# Mistrzostwa Arabskie w Zapasach w 2018
Mistrzostwa rozegrano od 25 do 27 lipca 2018 roku w mieście Szarm el-Szejk w Egipcie.

## Tabela medalowa
Gospodarz mistrzostw został zaznaczony kolorem.
| Poz. | Państwo                      |    |    |    | Łącznie |
| ---- | ---------------------------- | -- | -- | -- | ------- |
| 1    | Egipt                        | 18 | 2  | 0  | 20      |
| 2    | Tunezja                      | 2  | 5  | 0  | 7       |
| 3    | Jordania                     | 0  | 6  | 3  | 9       |
| 4    | Jemen                        | 0  | 1  | 6  | 7       |
| 5    | Sudan                        | 0  | 1  | 2  | 3       |
| 6    | Zjednoczone Emiraty Arabskie | 0  | 1  | 1  | 2       |
| .    | Syria                        | 0  | 1  | 1  | 2       |
| .    | Liban                        | 0  | 1  | 1  | 2       |
| 9    | Arabia Saudyjska             | 0  | 1  | 0  | 1       |
|      | Łącznie                      | 20 | 19 | 14 | 53      |

## Wyniki

### W stylu klasycznym
| Waga   |                                      |                          |                                |
| ------ | ------------------------------------ | ------------------------ | ------------------------------ |
| 55 kg  | Jusuf Muhammad Harbi Sabit           | Mostafa Al-Qade          | Gamal Al-Sabri                 |
| 60 kg  | Hajsam Mahmud                        | Ali Abosief Ali Al-Naser | Mohammed Al-Magherbi           |
| 63 kg  | Hasan Hasan Ahmad Muhammad           | Eltarahonie Dawfan       | Ibrahim Yacoub Hammoudeh Arrar |
| 67 kg  | Abu Halima as-Sa’id                  | Soleymen Nasr            | Ahmed Mohamed Ahmed Dashan     |
| 72 kg  | Dżamal Marzuk Aszur Marzuk           | Amro Sadeh               | ----                           |
| 77 kg  | Ahmad Ibrahim Dżuma Hasan            | Abdallah Saad Wadany     | ----                           |
| 82 kg  | Ahmad Hasan Ali Mahmud Ahmad         | Sultan Eid               | Mohammed Al-Quhali             |
| 87 kg  | Mustafa Ali as-Sajjid Dżabr          | Mohamed Al-Marafi        | ----                           |
| 97 kg  | Muhammad Ibrahim Abd al-Halim Husajn | Mohamed Amir El-Awadi    | Alabedeen Adnan Kreshan Zein   |
| 130 kg | Abd al-Latif Muhammad Ahmad          | Hamzeh Odtalla           | Ahmed Badr El-Aly              |

### W stylu wolnym
| Waga   |                                          |                                  |                         |
| ------ | ---------------------------------------- | -------------------------------- | ----------------------- |
| 56 kg  | Dżamal Abd an-Nasir Hanafi Muhammad      | Farouk Jelassi                   | Gamal Al-Sabri          |
| 61 kg  | Jasir Iszhata Abbadi Ahmad               | Mohammed Al-Magherbi             | Hamza El Ashiee         |
| 65 kg  | Ibrahim Abd al-Hamid                     | Kaireddine Ben Telili            | Hussain Al-Azzani       |
| 70 kg  | Amr Rida Ramadan Husajn                  | Heithem Dakhlaoui                | Essam Elhag             |
| 74 kg  | Maher Ghanami                            | Mustafa Mahmud Muhammad Sajjid   | Mohamed Besheer Ibrahim |
| 79 kg  | Ayoub Barraj                             | Ahmad Abd al-Basit Sa’id Darwisz | Mohammed Al-Quhali      |
| 86 kg  | Hasan Muhammad Hasan Fu’ad               | Guma Basher                      | ----                    |
| 92 kg  | Amr Isam Ramadan Atijja                  | ----                             | ----                    |
| 97 kg  | Chalid Masud Isma’il Ahmad al-Mutamadawi | Hassan Tergenie                  | ----                    |
| 125 kg | Chalid Umar Zaki Muhammad Abd Allah      | Ahmed Badr El-Aly                | Mohamed Amir El-Awadi   |